# Véronique et son cancre
Véronique et son cancre è un cortometraggio del 1959, scritto e diretto da Éric Rohmer.

## Trama
Una madre incarica una giovane donna, Veronique, di aiutare un bambino a fare i compiti, prima matematica e poi un componimento. Il bambino simpatico ma svogliato con le sue risposte impertinenti mette in difficoltà la giovane, distratta anche dalle sue scarpe con i tacchi che sembrano un po' strette.